# Trucizna (zbiór opowiadań)

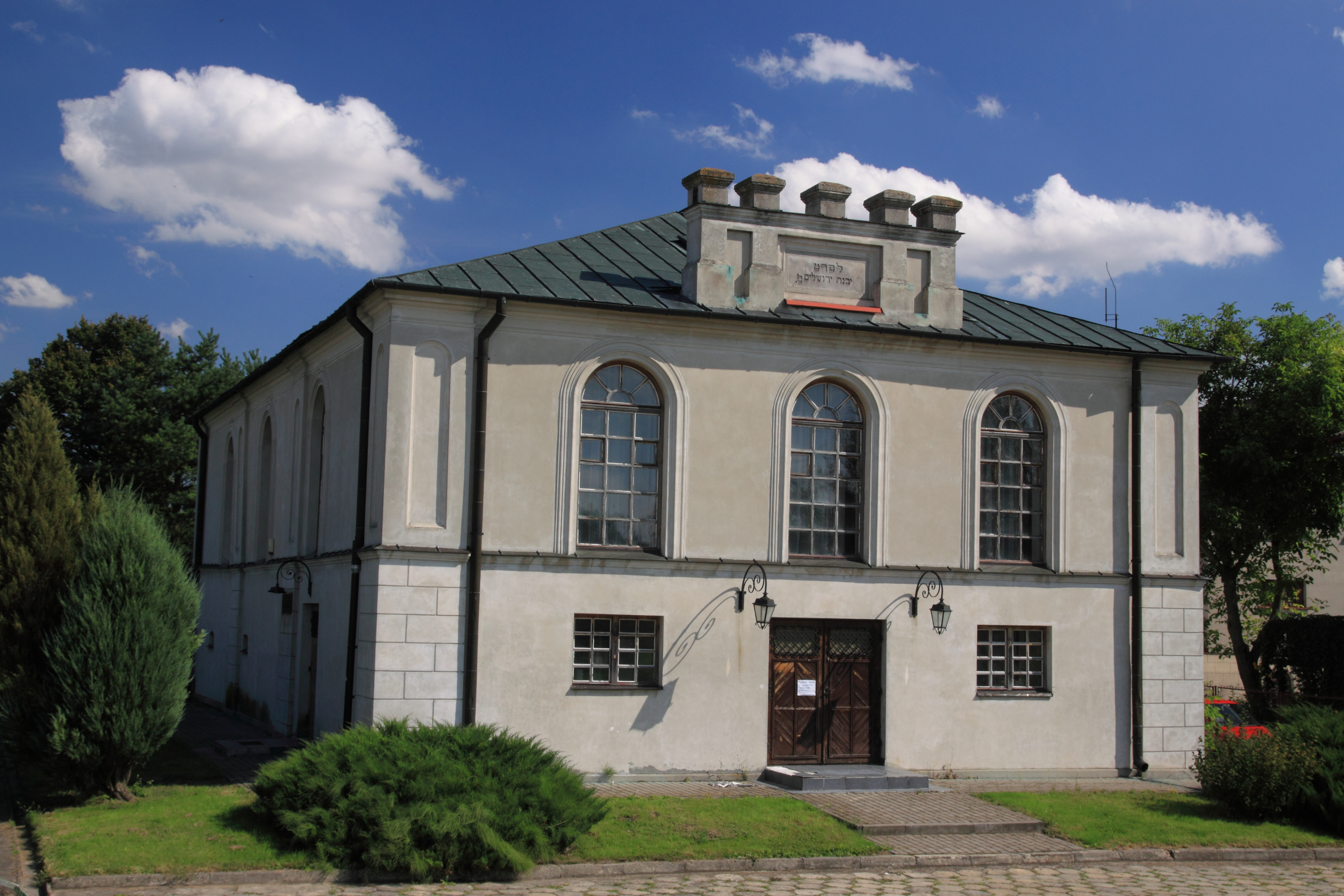
Synagoga w Wojsławicach - miejsce akcji opowiadań Psikus i Goście

Trucizna – zbiór opowiadań Andrzeja Pilipiuka, wydany nakładem wydawnictwa Fabryka Słów w 2012 roku. Jest to 7 tomowy cykl opowieści o Jakubie Wędrowyczu, najbardziej rozpoznawalnej postaci stworzonej przez autora.

Jak się przez całe życie wyciąga łapę po łapówkę, to się kości wydłużają. I tak samo dzieci rodzą się z dłuższą lewą ręką, i potem same też... A u wnuków różnica dochodzi już do kilku centymetrów. To urzędasy z dziada pradziada.

Zbiór zawiera 20 opowiadań:

- Psikus
- Czortek
- Duch
- Smok
- Stajnia
- Trucizna
- Szczęki
- Goście
- Flaszka
- Posterunek
- Czarny punkt
- Fuszerka
- Spotkanie z pisarzem
- Dieta wieczorna
- Hrabia
- Kura
- Sztanga
- Lazaret
- Lusterko
- Wybory